# Skugga-Baldur
Skugga-Baldur är en kortroman från 2003 av den isländske författaren Sjón. Handlingen utspelar sig i Reykjavik 1883, när en gåtfull flicka med Downs syndrom anländer med båt. Flickan tas om hand av en man men ogillas av den lokala pastorn, som utestänger henne från kyrkan på grund av hennes märkliga ljud och språk. Boken erhöll Nordiska rådets litteraturpris. Den gavs ut på svenska 2005 i översättning av Anna Gunnarsdotter Grönberg genom Alfabeta Bokförlag.

## Mottagande

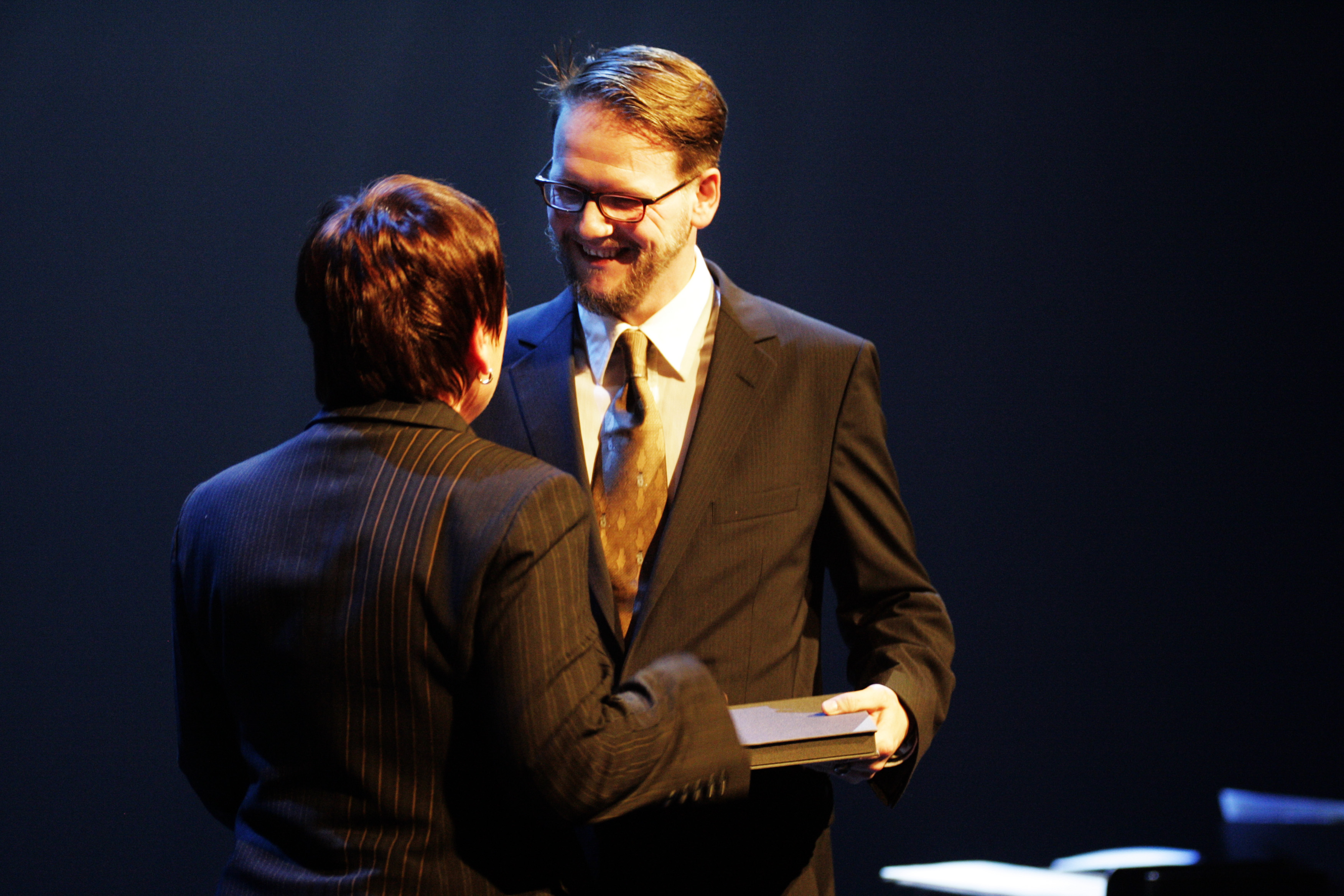
Sjón tar emot Nordiska rådets litteraturpris från Nordiska rådets ordförande Rannveig Gudmundsdóttir.

Stefan Spjut skrev i Svenska Dagbladet att han haft reservationer gällande författarens tidigare böcker, då han menat att de delvis verkat i en surrealistisk tradition som av brist på mod vägrar ta någonting på allvar. Spjut fortsatte: "Skugga-Baldur är däremot ett betydligt stramare och skönare verk, och man får hoppas att Sjón fortsätter på den vägen. Boken börjar som en kärv och naturlyrisk prosadikt, som far omkring över vidderna och besjunger norrskenet, men sedan bläddrar den plötsligt fram en frodig och moderniserad folksaga, som går över svek och ynkedom och mynnar ut i kärlek och sublim vedergällning. Här blommar Ovidius i jökelgruset, det kan jag lova, fjärran blodshämndens bilor."
Boken tilldelades Nordiska rådets litteraturpris 2005. Motiveringen löd: "Skugga-Baldur balanserar skickligt på gränsen mellan poesi och prosa. Romanen väver samman motiv från isländska folksägner, romantisk berättarkonst och en fascinerande historia, där nutidens etiska frågor framträder."